# Campaniste
Un campaniste est une personne ou une entreprise spécialisée dans l’ingénierie des clochers (civils ou religieux) et assure l’installation des équipements permettant les sonneries de cloches (battant, joug de suspension, bras ou roue de sonnerie, tringlerie...), leur électrification (moteur, circuit électrique, tableau de commande...), l’entretien du beffroi en bois ou en métal qui accueille les différentes cloches, le bon fonctionnement de l’horlogerie d’édifice, qu’elle soit mécanique ou électronique, des cadrans et aiguilles.
Le campaniste assure également l’installation et l’entretien des installations de protection contre la foudre. Certains campanistes sont des professionnels indépendants, d’autres font partie d’un réseau régional ou national, en relation avec des fondeurs de cloches ou des fabricants de composants électromécaniques. Cette activité implique des savoir-faire variés (mécanique, électricité, charpenterie, etc.)
Le nom vient du latin campana, la cloche, qui a aussi donné campanaire, campanile.
Le Journal officiel de la République française a entériné depuis peu (2008) le vocable campaniste retenu par la Commission générale de terminologie et de néologie. Il désigne un spécialiste de la conception, de l'installation, du fonctionnement du mouvement d'horlogerie et de l'entretien des cloches, confirmant les explications précédentes.
En France, ce métier est pratiqué par des groupes (Bodet Campanaire, Laumaillé-Lussault, Paschal Art Campanaire) et quelques centaines d’artisan  pour le suivi de plusieurs milliers de clochers. Il n'existe pas de formation spécifique.